# جيمس فلينت
جيمس فلينت (بالإنجليزية: James Flint)‏ هو مهندس معماري أسترالي، ولد في 1862، وتوفي في 6 يناير 1894.